# Enrico Giusti

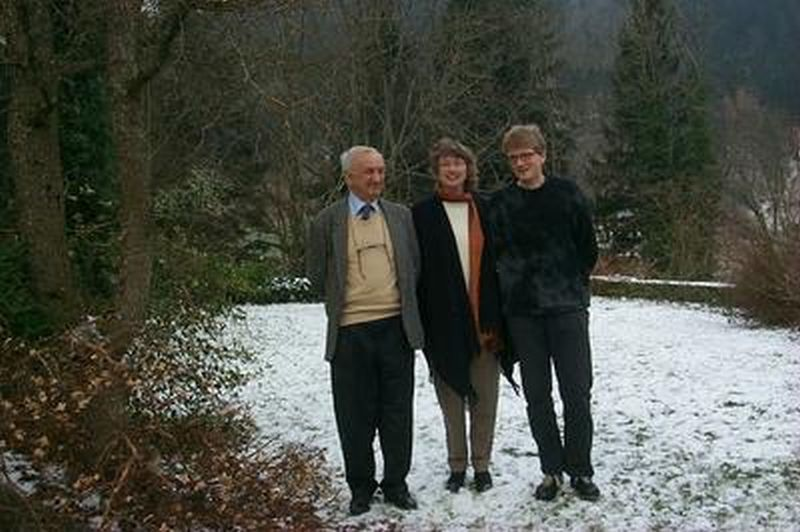
Enrico Giusti (links) mit Kirsti Andersen, Volker Remmert, Oberwolfach 2003

Enrico Giusti (* 28. Oktober 1940 in Priverno; † 26. März 2024 in Florenz) war ein italienischer Mathematiker, der sich mit Analysis, Mathematikgeschichte und Mathematikpädagogik beschäftigte.

## Werdegang
Giusti studierte zunächst Physik an der Universität Rom, wo er 1963 das Diplom (Laurea) erwarb. Danach war er am Kernforschungszentrum INFN in Florenz. Er wandte sich dann der Mathematik zu und stieß zur damals sehr aktiven Analysis-Forschungsgruppe um Enrico Bombieri in Pisa (damals im Zentrum einer sich stürmisch entwickelnden Analysis-Forschung in Italien, wo auch Aldo Andreotti, Ennio De Giorgi, Guido Stampacchia arbeiteten). 1965 wurde er Assistent an der Universität Pisa. 1972 wurde er außerordentlicher Professor an der Universität L’Aquila und 1975 ordentlicher Professor an der Universität Triest. 1978 ging er an die Universität Pisa und ab 1980 forschte er an der Universität Florenz.
Er war unter anderem Gastwissenschaftler an der University of California, Berkeley, der Stanford University, dem Mittag-Leffler-Institut, dem Institute for Advanced Study, der Nankai-Universität in China und der Universität Paris VII.
Giusti befasste sich zunächst mit partiellen Differentialgleichungen, Variationsrechnung, Differentialgeometrie und Minimalflächen mit De Giorgi und Bombieri ab den 1960er Jahren, mit denen er 1969 die Lösung des Bernstein-Problems in der Differentialgeometrie der Minimalflächen im euklidischen Raum vervollständigte (siehe den Artikel Ennio De Giorgi).
In den 1980er Jahren wandte er sich aber der Mathematikgeschichte zu und beschäftigte sich unter anderem mit früher Analysis im 17. Jahrhundert (Bonaventura Cavalieri, Gottfried Wilhelm Leibniz und andere), René Descartes, Galileo Galilei und seiner Schule, sowie Augustin Louis Cauchy. Er gab auch populärwissenschaftliche Bücher über Mathematikgeschichte heraus und schrieb ein Buch über Mathematik in der Küche.
In den 2000er Jahren war er Mitentwickler von Il Giardino di Archimede (Der Garten des Archimedes), eines interaktiven Mathematikmuseums, das er 1999 in Florenz gegründet hatte.
1968 erhielt Giusti den Pomini-Preis und 1978 den Premio Caccioppoli. Er erhielt die Medaille der Accademia Nazionale dei XL.
Giusti starb am 26. März 2024 im Alter von 83 Jahren in Florenz.

## Schriften
- Equazioni ellittiche del secondo ordine (= Quaderni dell’Unione matematica italiana. 6, ZDB-ID 778992-0). Pitagora, Bologna 1978.
- Bonaventura Cavalieri and the theory of indivisibles. Cremonese, Bologna 1980.
- Minimal surfaces and functions of bounded variation (= Monographs in Mathematics. 80). Birkhäuser, Boston MA u. a. 1984, ISBN 0-8176-3153-4.
- Euclides reformatus. La teoria delle proporzioni nella scuola galileiana (= Studi e testi di storia della matematica. 1). Bollati Boringhieri, Turin 1993, ISBN 88-339-0726-0.
- als Herausgeber mit Carlo Maccagni: Luca Pacioli e la matematica del Rinascimento. Giunti, Florenz 1994, ISBN 88-09-20470-0.
- Ipotesi sulla natura degli oggetti matematici. Bollati Boringhieri, Turin 1999, ISBN 88-339-1128-4 (Hypothesen über die Natur mathematischer Objekte).
- als Herausgeber mit Luigi Pepe: La matematica in Italia (1800–1950). Polistampa, Florenz 2001, ISBN 88-8304-321-9.
- als Herausgeber mit Raffaella Petti: Un ponte sul Mediterraneo. Leonardo Pisano, la scienza araba e la rinascita della matematica in Occidente. Polistampa, Florenz 2002, ISBN 88-830-4507-6.
- Direct methods in the calculus of variations. World Scientific u. a., New Jersey NJ u. a. 2003, ISBN 981-238-043-4.
- La Matematica in Cucina. Bollati Boringhieri, Turin 2004, ISBN 88-339-1527-1 (Mathematik in der Küche).
- Piccola storia del calcolo infinitesimale dall’antichità al Novecento. Istituti Editoriali e Poligrafici Internazionali, Pisa u. a. 2007, ISBN 978-88-814-7456-1.